# Beziehungsweise New York
Beziehungsweise New York (Originaltitel: Casse-tête chinois) ist eine in Koproduktion mit Belgien und den USA entstandene französische Filmkomödie aus dem Jahr 2013 und der letzte Teil einer Filmtrilogie über eine Gruppe ehemaliger Erasmus-Studenten, bei dem Cédric Klapisch wie bereits bei den beiden ersten Teilen L’auberge espagnole – Barcelona für ein Jahr (2002) und L’auberge espagnole – Wiedersehen in St. Petersburg (2005) die Regie führte.

## Handlung
Dem mittlerweile 39-jährigen Xavier fällt es noch immer schwer, erwachsen zu werden und seinen Platz im Leben zu finden. Seine schriftstellerische Karriere kommt nicht voran. Mit Wendy, die er einst als Erasmus-Student und Bewohner einer Wohngemeinschaft in Barcelona kennenlernte, hat er inzwischen zwei Kinder. Als Wendy ihn verlässt und mit den Kindern nach New York zieht, entschließt er sich, ihnen dorthin zu folgen – er will nicht, dass seine Kinder ohne ihn aufwachsen. Während Wendy in Manhattan mit ihrem neuen Partner, dem Amerikaner John, in einem luxuriösen Apartment mit Blick auf den Central Park wohnt, kommt Xavier zunächst bei seiner lesbischen Freundin Isabelle und deren Lebensgefährtin Ju in Brooklyn unter. Isabelle, die inzwischen an der Wall Street arbeitet und mit Ju unbedingt ein Kind wollte, hatte Xavier noch in Paris um eine Samenspende gebeten. Xavier hatte eingewilligt und Isabelle trägt nun das Kind aus.
Die Suche nach einer eigenen Wohnung, die Xavier braucht, um seine Kinder bei sich übernachten zu lassen, gestaltet sich schwierig. Durch Jus Hilfe findet er schließlich in Chinatown eine neue Bleibe: sie vermietet ihm ihre alte Wohnung, die ihr immer noch gehört. Um eine Aufenthalts- und Arbeitserlaubnis zu erhalten, entschließt er sich auf den Rat seines Anwalts und nach der einvernehmlichen Scheidung von Wendy, eine Scheinehe mit der chinesischen Amerikanerin Nancy einzugehen. Diese hat er in einem Krankenhaus kennengelernt, nachdem Xavier einen Verwandten von Nancy während einer Taxifahrt vor einem gewalttätigen LKW-Fahrer gerettet hatte.
Als Xavier seine erste Liebe und frühere Freundin Martine wiedertrifft, die sich auf einer Geschäftsreise in New York befindet und ihn später mit ihren beiden Kindern während der französischen Schulferien besucht, flammen alte Gefühle wieder auf und sie landen zusammen im Bett. Wie der Titel seines Buches, an dem er gerade schreibt, gleicht sein Leben einem komplizierten Puzzle, das sich nur schwer zusammensetzen lässt. Visionen von Arthur Schopenhauer und Georg Wilhelm Friedrich Hegel begleiten ihn auf seinem Weg.
Als Xavier von Ju erfährt, dass die Einwanderungsbehörde ihm und Nancy kurzfristig einen Kontrollbesuch abstatten will, während Isabelle sein Apartment nutzt, um mit ihrer Babysitterin – die ebenfalls Isabelle heißt – fremdzugehen, gelingt es Xavier nur mit knapper Not, schneller als Ju in seinem Apartment einzutreffen und zu verhindern, dass Ju Isabelle beim Seitensprung erwischt. Auch die Kontrolleure der Einwanderungsbehörde kann er mit der ebenfalls eingetroffenen Nancy täuschen und so die Fassade der Scheinehe weiter aufrechterhalten.
Martine macht sich schließlich daran, mit ihren Kindern nach Paris zurückzukehren. Xavier eilt zu ihrem Bus und bittet sie, zu bleiben und mit ihm zusammenzuleben. Bei einer Straßenparade in Chinatown spazieren sie später, wie auch Isabelle und Ju, zusammen mit ihren Kindern glücklich die Straße entlang.

## Hintergrund
Der dritte Teil von Cédric Klapischs fiktiver Langzeitstudie über eine Gruppe junger Europäer, die sich in Barcelona als Erasmus-Studenten kennengelernt und in einer Wohngemeinschaft zusammengelebt hatte, beschränkte sich diesmal auf die von Romain Duris, Audrey Tautou, Cécile de France und Kelly Reilly gespielten Figuren. Die im ersten Teil (Barcelona für ein Jahr) von Barnaby Metschurat, Cristina Brondo, Kevin Bishop, Federico D’Anna und Christian Pagh gespielten WG-Bewohner wurden im Gegensatz zum zweiten Teil (Wiedersehen in St. Petersburg) nicht erneut in die Handlung integriert.

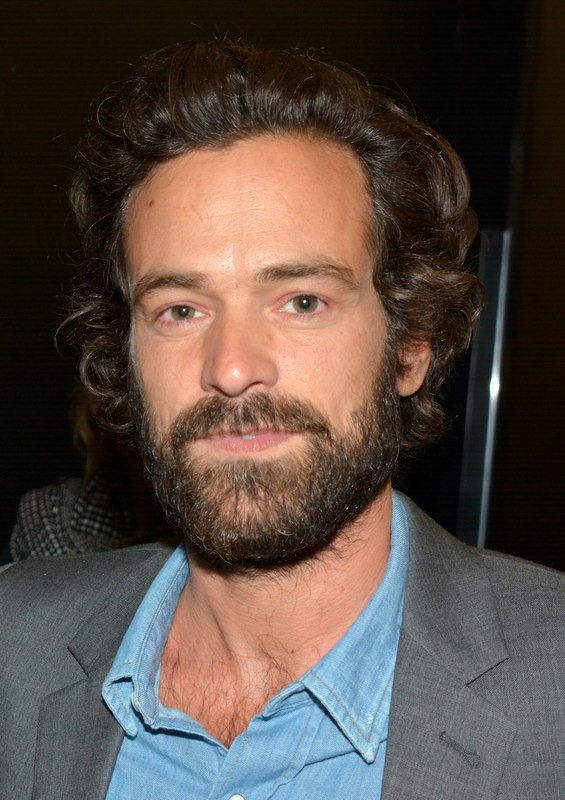
Romain Duris
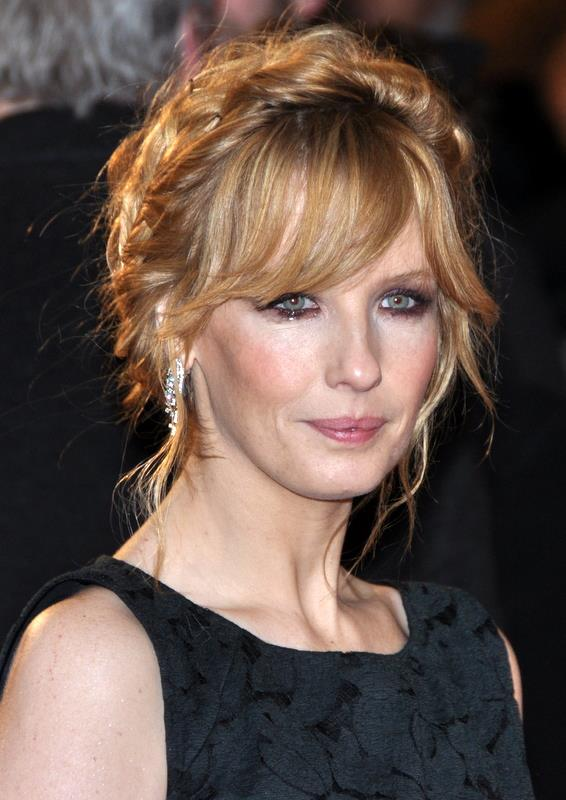
Kelly Reilly
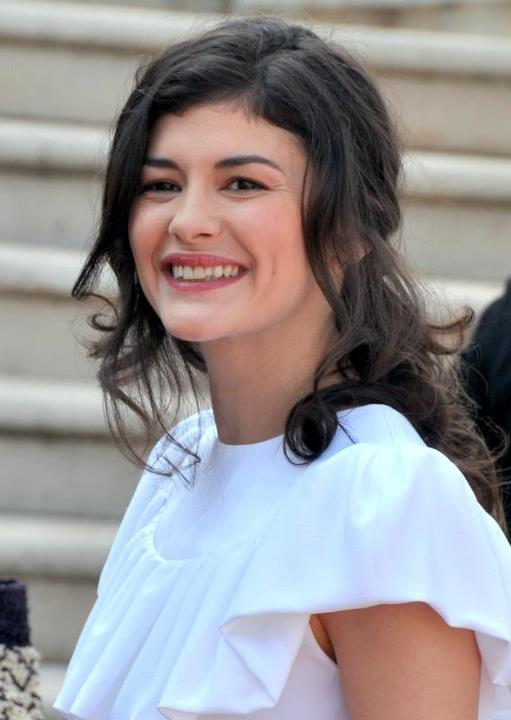
Audrey Tautou
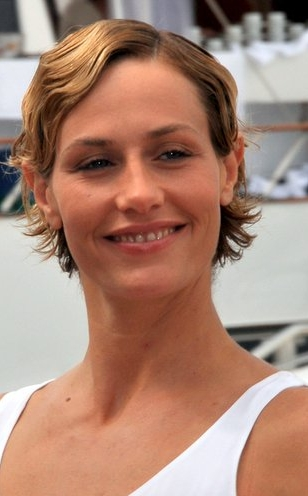
Cécile de France

Die Dreharbeiten fanden 2012 in Paris und New York City statt. Drehorte in New York waren unter anderem Manhattans Chinatown, die dortige 9 Eldridge Street (Xaviers Apartment), die 230 Central Park South (Wendys Apartment), das 7 World Trade Center, die Straße St. Marks Place, das Café an der Ecke Orchard Street und Broome Street, die Williamsburg Bridge und ihr Fahrradweg, die mit Graffiti besprühte Dachterrasse der 51 Monroe Street, der Spielplatz im Columbus Park sowie die Broad Street Subway Station.

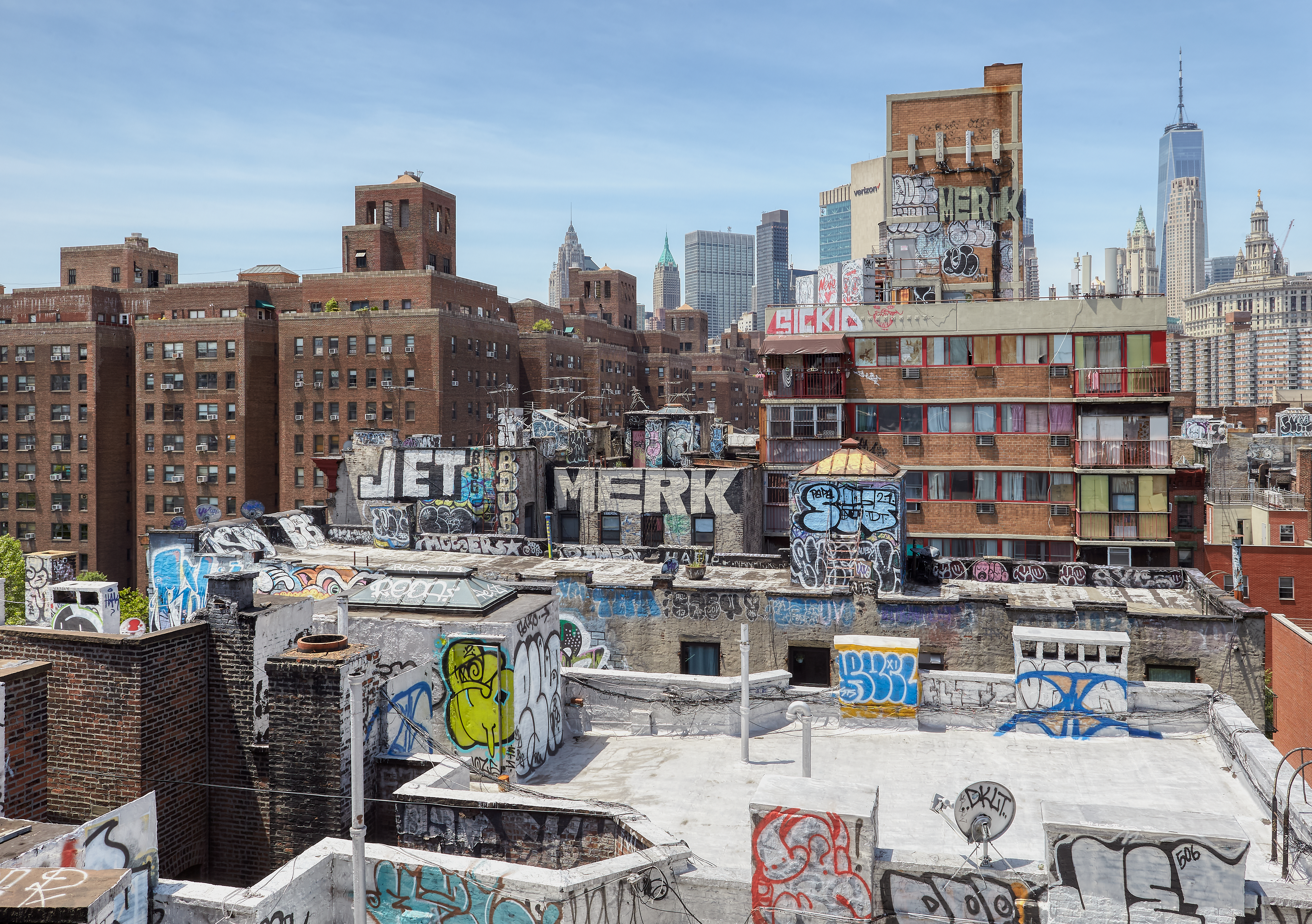
Dachterrasse der 51 Monroe Street
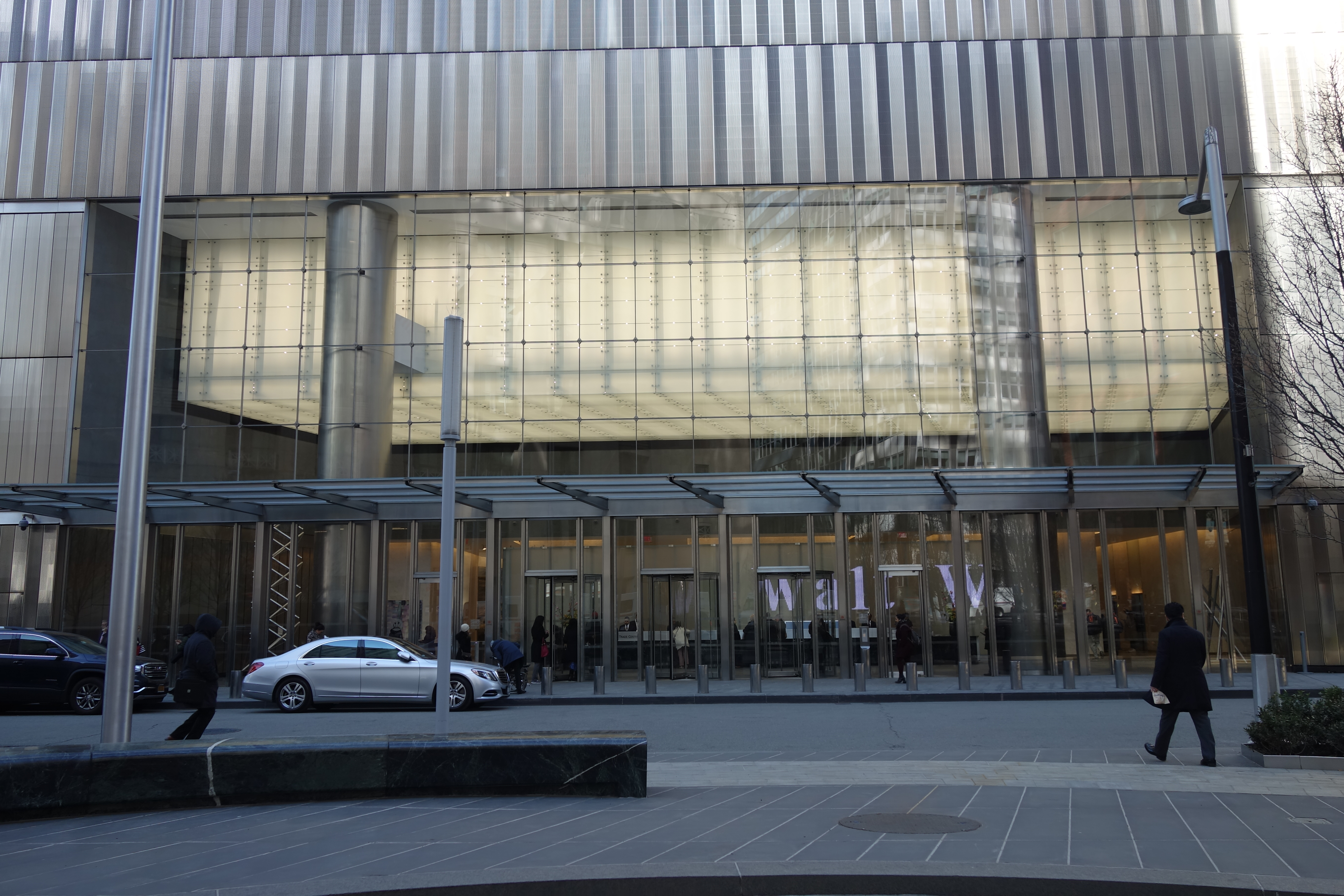
Eingang des 7 World Trade Center
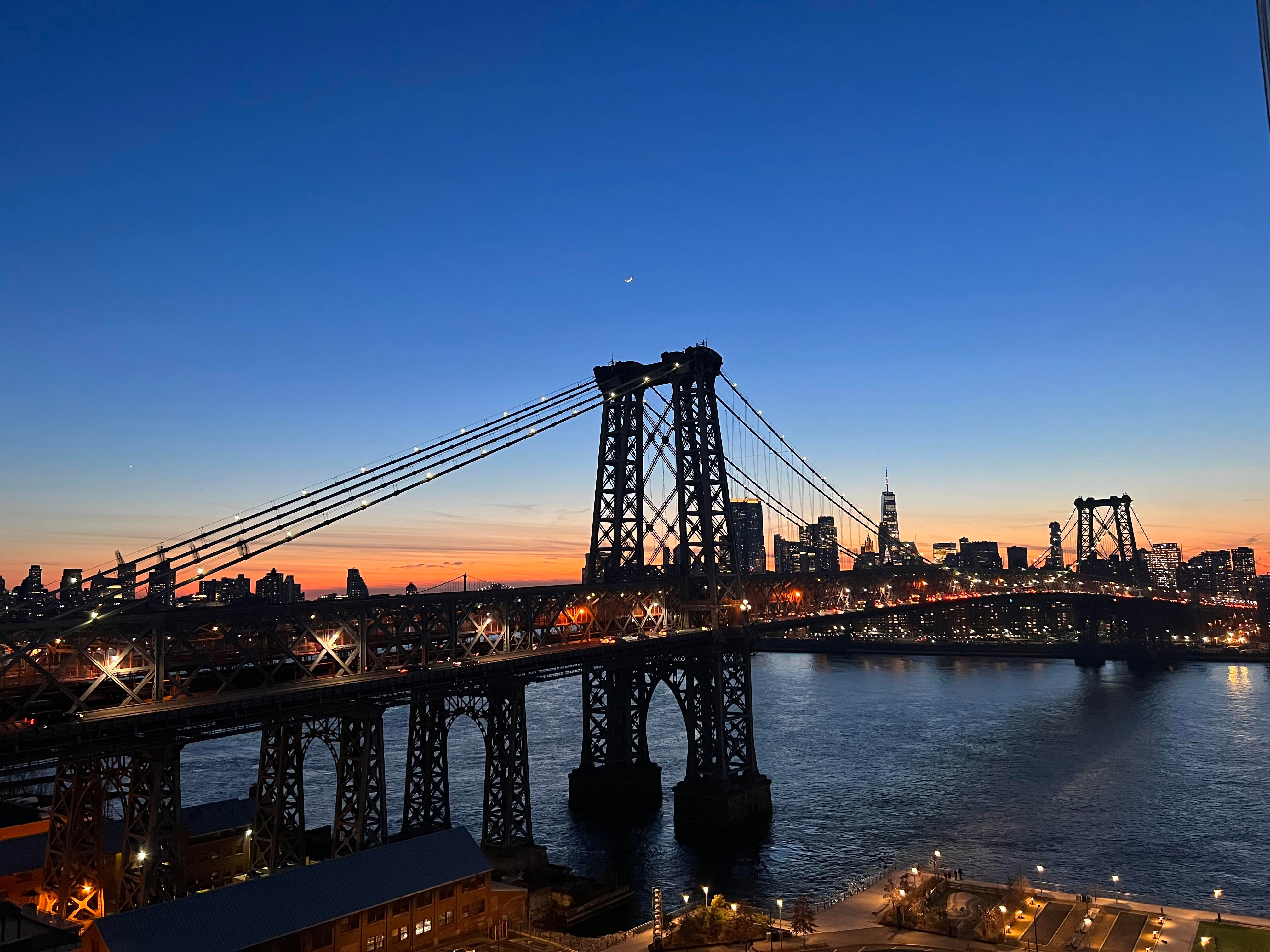
Williamsburg Bridge
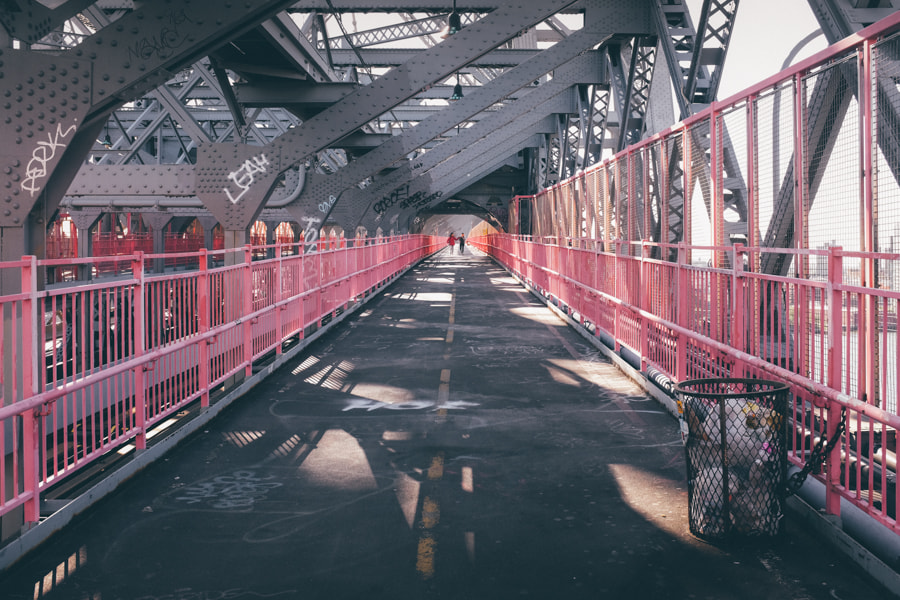
Fahrradweg der Williamsburg Bridge
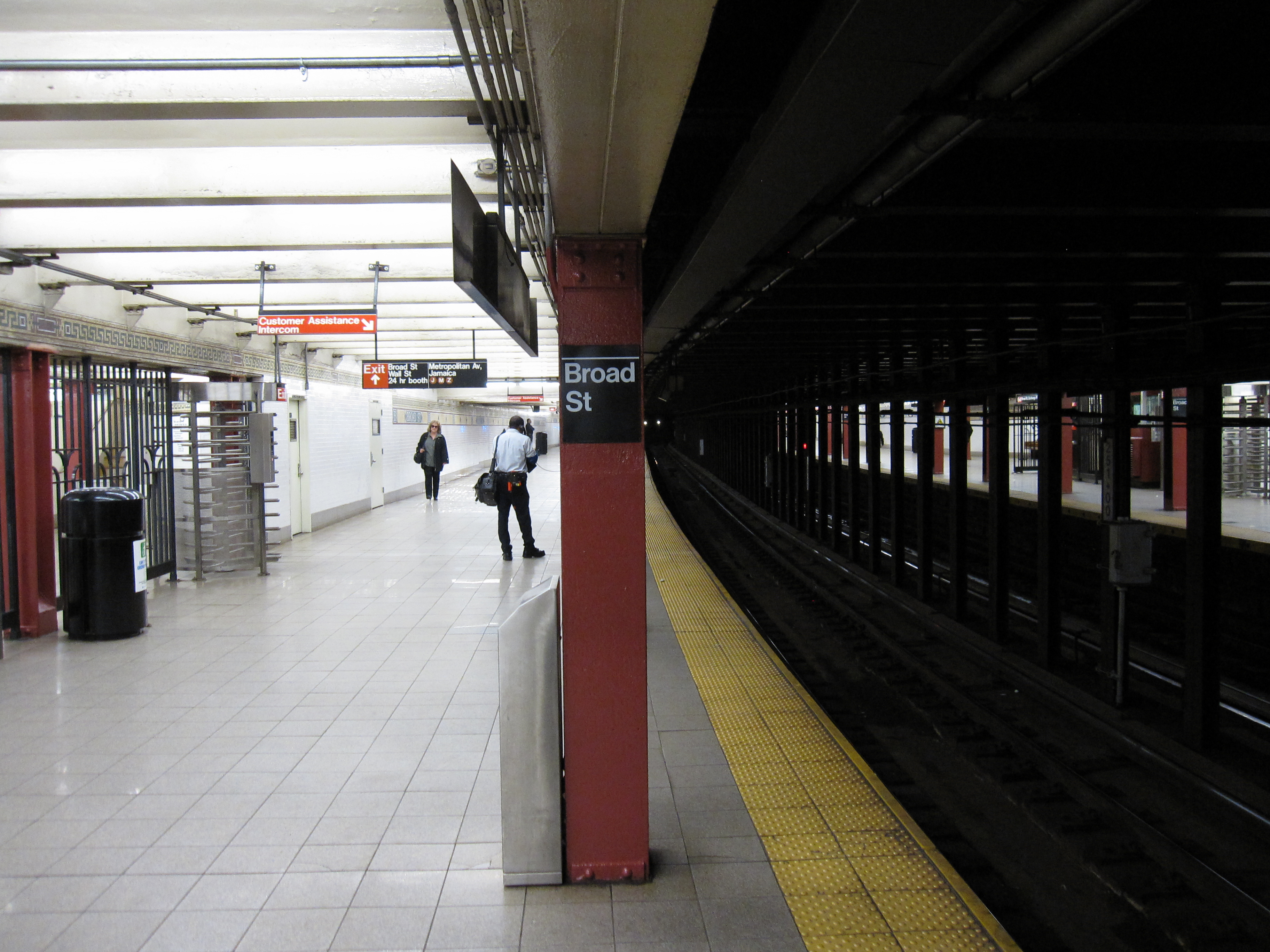
Broad Street Subway Station
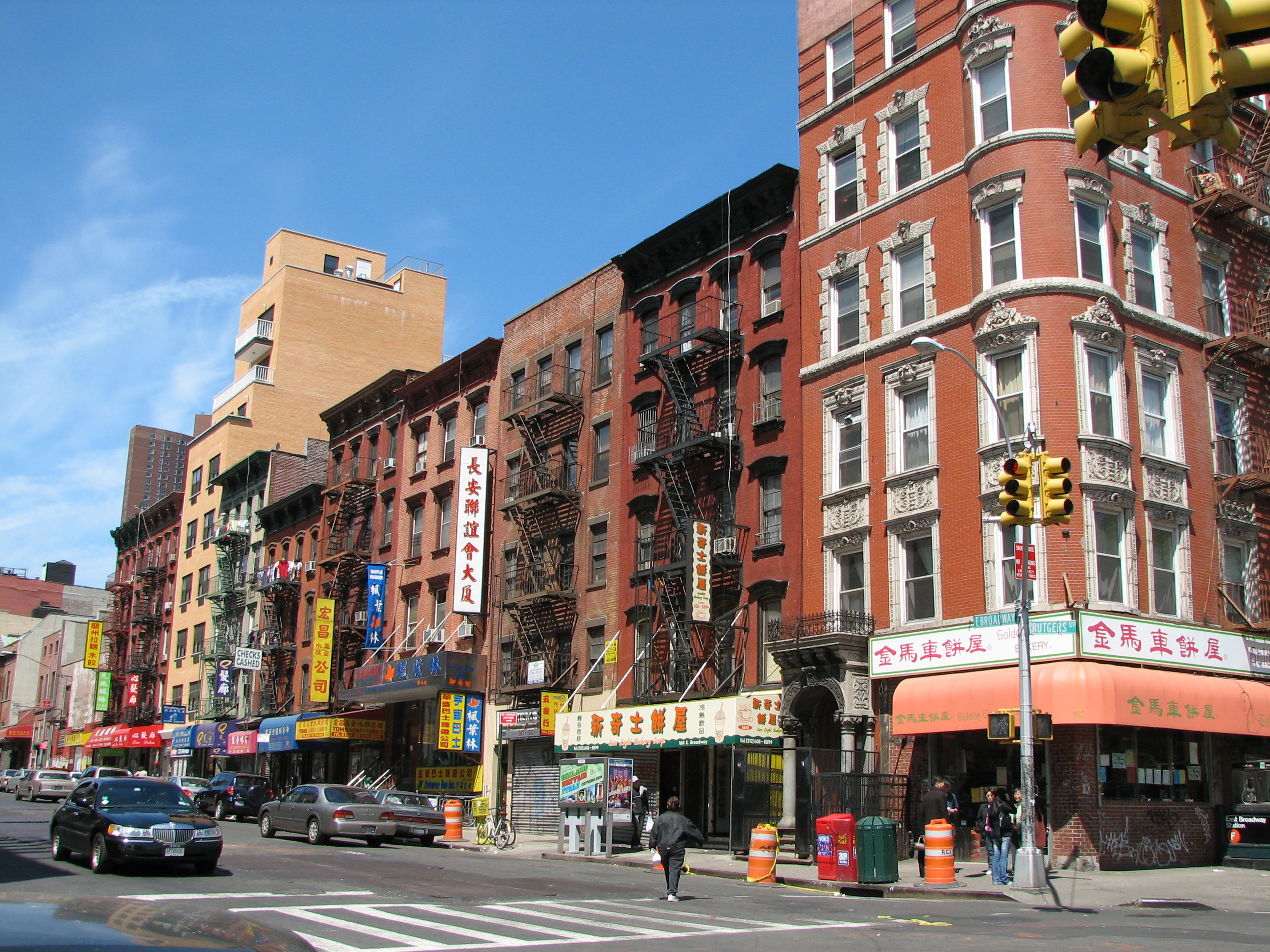
Chinatown in Manhattan (Schlussszene)

Für das Szenenbild waren Roshelle Berliner (New York) und Marie Cheminal (Paris) zuständig. Das Kostümbild gestaltete Anne Schotte. Das Budget des Films lag mit rund 17,3 Millionen Euro deutlich höher als die Budgets der beiden Vorgänger, deren Produktionen fünf bzw. rund 10,7 Millionen Euro gekostet hatten.

## Soundtrack
Neben der für den Film komponierten Musik von Loïc Dury und Christophe Minck, die wie bei Wiedersehen in St. Petersburg unter dem Projektnamen „Kraked Unit“ zusammenarbeiteten, fanden auch andere Songs und Kompositionen im Film Verwendung:
- Night in Shanghai von Zhou Xuan
- Didn’t I von Darondo
- Itchin’ For Your Love von Grant Phabao & Afrodyete
- Goldberg-Variationen: Aria (BWV 988) von Johann Sebastian Bach, gespielt von Glenn Gould
- Gesang La von Deccan Wangmo
- For 12 von Other Lives
- Freak Off (DJ Format Remix) von Orchestra Harlow
- Ooh Yeah von Betty Davis

Der Soundtrack des Films wurde 2014 vom Label PIAS France (Play It Again Sam) mit insgesamt 21 Tracks auf CD veröffentlicht.

## Rezeption

### Veröffentlichung
Beziehungsweise New York wurde am 23. August 2013 auf dem Festival du film francophone d’Angoulême vorgestellt und lief daraufhin auch auf anderen Festivals wie dem London Film Festival und der Französischen Filmwoche in Berlin. In Frankreich lief der Film am 4. Dezember 2013 an, wo ihn mehr als 1,5 Millionen Zuschauer sahen. Die beiden ersten Teile hatten jeweils knapp drei Millionen Zuschauer in die französischen Kinos gelockt.
Am 20. März 2014 kam der letzte Teil der Klapisch-Trilogie in die Kinos der deutschsprachigen Schweiz. Der deutsche Kinostart folgte am 1. Mai 2014, der österreichische einen Tag darauf. Weltweit konnte Beziehungsweise New York mit rund 15,75 Millionen Dollar deutlich weniger als die beiden ersten Teile (31 bzw. 23,7 Millionen) an den Kinokassen einspielen. Am 1. September 2014 erschien der Film auf DVD und Blu-ray. Die deutsche Free-TV-Premiere erfolgte am 16. September 2021 im RBB.

### Kritiken
Martin Schwickert von der Zeit bezeichnete Beziehungsweise New York als „ein rundum erfreuliches Wiedersehen mit vertrauten Charakteren“. Verglichen mit Richard Linklaters „Before“-Trilogie gehe es hier weniger um eine Beziehungsanalyse, als um „das freie Fluten der Gefühle“. So seien „Klapischs grundsympathische Figuren […] auch nach zwölf Jahren quicklebendig und […] in ihrer Wankelmütigkeit immer noch sehr glaubwürdig“. Gelungen sei dabei auch „das Porträt einer kosmopolitischen Generation“, für die die globalisierte Welt und der interkulturelle Austausch selbstverständlich geworden seien. Es sei bedauerlich, dass es keine weitere Fortsetzung geben werde, da man so nicht weiter mit den Figuren „gemeinsam alt werden“ könne.
Moritz Piehler vom Spiegel bewertete es positiv, dass die Erwartungshaltung an den Film seitens des Publikums einzig darin bestehe, „in eigenen Erinnerungen zu schwelgen“. Regisseur Cédric Klapisch und sein häufiger Hauptdarsteller Romain Duris seien bei ihrem siebten gemeinsamen Film „im charmanten Umsetzen leichter romantischer Komödien […] ziemlich unschlagbar“, weshalb diese Neuinterpretation einer altbekannten Geschichte statt zu nerven „schön leichtfüßig und nicht zu aufregend“ geworden sei.
„Trotz inhaltlicher Mängel und formaler Wiederholungen unterhält der Film vor allem dank seiner guten Darsteller“, lautete das Urteil des Lexikon des internationalen Films. Cinema sah wiederum „ein wahres Screwball-Feuerwerk“ in Klapischs Film, der „geradezu vor originellen Einfällen und visuellem Erfindungsreichtum [sprüht]“. Beispielhaft seien dabei etwa die während Xaviers Samenspende zum Leben erwachenden Pin-ups eines Männermagazins. Xaviers Bemühen, nach Hause eilend der Einwanderungsbehörde weiterhin falsche Tatsachen vorzuspiegeln und Isabelles Affäre nicht auffliegen zu lassen, sei zudem „ein Lehrbeispiel für perfekt getimte Situationskomik“. Klapisch habe die ereignisreiche Handlung des Films mit „souveräne[r] Leichtigkeit“ forciert, was sich auch auf die Darsteller ausgewirkt habe: „Ihr Kampf gegen das tägliche Chaos wirkt komisch und rührend zugleich.“ Am Ende des Films seien auch alle Protagonisten „ein bisschen beziehungsweiser als zuvor“. Entstanden sei „eine zauberhafte Beziehungskomödie voller Charme und Esprit“.
Auch Wolfram Hannemann von den Stuttgarter Nachrichten hob die „komischen Einfäll[e]“, wie etwa die deutschen Philosophen Hegel und Schopenhauer als Xaviers imaginäre Ratgeber, und die „originellen gestalterischen Mitte[l]“ hervor, mit denen Klapischs Film „auf seinen höchst amüsanten und voller Lebensfreude steckenden Höhepunkt zu[steuert]“. Dank des „großartigen Ensemble[s]“ und der „stets perfekt ins Bild gerückten“ New Yorker Kulisse sei er ein „ideales Date-Movie für alle, die etwas mehr vom Kino erwarten“.
„In all dem Gefühls-, Lebens- und Beziehungs-Chaos beherrscht Klapisch die Kunst, geradlinig klassisch zu erzählen, dabei aber so viele Ideen, Farben und filmische Spielchen einzubauen, dass Beziehungsweise New York elegant, lebensklug, witzig und intelligent zugleich ist“, lobte Adrian Prechtel in der Abendzeitung München. Porträtiert werde neben der Einwanderungsthematik dabei auch der kulturelle Kontrast zwischen Amerika und Europa.

### Auszeichnungen
Beziehungsweise New York war 2014 in der Kategorie Beste Filmmusik (Loïk Dury, Christophe Minck) für den César nominiert und lief im selben Jahr im Rennen um den Publikumspreis beim San Francisco International Film Festival.

## Deutsche Fassung
Die deutsche Synchronfassung entstand bei der Christa Kistner Synchronproduktion in Potsdam. Das Dialogbuch schrieb Kim Hasper, die Dialogregie führte Marius Clarén.
| Rolle             | Darsteller          | Synchronsprecher   |
| ----------------- | ------------------- | ------------------ |
| Xavier            | Romain Duris        | Norman Matt        |
| Martine           | Audrey Tautou       | Elisabeth von Koch |
| Isabelle          | Cécile de France    | Tanja Geke         |
| Wendy             | Kelly Reilly        | Kaya Marie Möller  |
| Xaviers Vater     | Benoît Jacquot      | Frank-Otto Schenk  |
| Verleger          | Dominique Besnehard | Dieter Memel       |
| Monsieur Boubaker | Zinedine Soualem    | Michael Pan        |

## Spin-off
Mit der achtteiligen Serie Salade grecque erschien im April 2023 bei Amazon Prime ein Spin-off der Filmtrilogie. Die Serie führt die Handlung mit Xaviers und Wendys Kindern Tom und Mia fort, die in Athen ein Haus geerbt haben und es zur Unterkunft für Flüchtlinge umfunktionieren. Von der Besetzung der Trilogie sind Romain Duris, Cécile de France, Kelly Reilly, Barnaby Metschurat, Kevin Bishop und Martine Demaret als Xaviers Mutter erneut in ihren Rollen zu sehen.